# Ragnar Gustafsson (fotbollsspelare)
För andra betydelser, se Ragnar Gustafsson.
Anders Ragnar Gustafsson, född 28 september 1907 i Lundby församling, Göteborg, död 19 maj 1980 i Brämaregårdens församling, Göteborg, var en svensk fotbollsspelare (anfallare) som spelade i Gais och gjorde nio A-landskamper.

## Karriär
Gustafsson debuterade säsongen 1929/1930 för Gais, då det blev två matcher i allsvenskan. Han blev svensk mästare säsongen 1930/1931, och gjorde sammanlagt 57 mål på 109 matcher för klubben fram till säsongen 1937/1938. Han blev klubbens interna skyttekung säsongen 1933/1934.

### Landslagskarriär
Gustafsson spelade åren 1932–1934 sammanlagt 9 landskamper och gjorde på dessa 3 mål. Han var uttagen i den svenska truppen till VM 1934, och spelade där i Sveriges båda matcher i turneringen när man åkte ut mot Tyskland i kvartsfinal. Han blev "stor grabb" 1946.

## Smeknamn
Gustafsson fick i Gais heta "Lelle Ragnar", "Lille Ragnar" eller "Lille-Ragnar" då hans storebror, Gustaf Gustafsson, redan spelade för klubben.